# Unione Sportiva Novese 1974-1975
Questa voce raccoglie le informazioni riguardanti l'Unione Sportiva Novese nelle competizioni ufficiali della stagione 1974-1975.

## Rosa
| N. |                   | Ruolo | Calciatore        |
| -- | ----------------- | ----- | ----------------- |
|    | Italia (bandiera) | D     | Alessandro Aimone |
|    | Italia (bandiera) | C     | Gastone Andreoli  |
|    | Italia (bandiera) | A     | Giorgio Ardemagni |
|    | Italia (bandiera) | A     | Graziano Baldini  |
|    | Italia (bandiera) | P     | Sergio Budicin    |
|    | Italia (bandiera) | A     | Paolo Ferrario    |
|    | Italia (bandiera) | C     | Furio Flora       |
|    | Italia (bandiera) | C     | Pietro Giuffrida  |
|    | Italia (bandiera) | P     | Enzo Lauro        |
|    | Italia (bandiera) | C     | Roberto Manitto   |

| N. |                   | Ruolo | Calciatore         |
| -- | ----------------- | ----- | ------------------ |
|    | Italia (bandiera) | C     | Giovanni Marongiu  |
|    | Italia (bandiera) | D     | Pietro Nervi       |
|    | Italia (bandiera) | A     | Enrico Papazzoni   |
|    | Italia (bandiera) | D     | Aldo Luigi Repetto |
|    | Italia (bandiera) | A     | Donato Roda        |
|    | Italia (bandiera) | D     | Francesco Torchio  |
|    | Italia (bandiera) | C     | Paolo Tuttino      |
|    | Italia (bandiera) | P     | Luigi Voglino      |
|    | Italia (bandiera) | A     | Gianfranco Zeli    |
|    | Italia (bandiera) | C     | Vladimiro Zunino   |